# 条件等色
条件等色（じょうけんとうしょく）またはメタメリズム（英: metamerism）とは、分光強度分布が異なる2つの色刺激が、特定の観測条件で等しい色に見えること。ヴィルヘルム・オストヴァルトが命名した。条件等色が成立する2つの色刺激は、条件等色対（じょうけんとうしょくつい, 英: metameric pair）またはメタマー（英: metamer）と呼ばれる。
分光強度分布は、各可視波長で色サンプルから放出される (放射、透過、または反射される) 総光量の割合を表す。サンプルから発せられる光に関する完全な情報を定義する。ただし、人間の目には3種類の錐体細胞しかないため、すべての色は三刺激値と呼ばれる3つの感覚の数量に還元される。条件等色は、各種類の錐体が広範囲の波長からの累積エネルギーに反応するため発生し、すべての波長にわたる光のさまざまな組み合わせが同等の受容体反応と同じ三刺激値または色感覚を生み出す可能性がある。色彩科学では、感覚スペクトル感度曲線のセットは、等色関数によって数値的に表される。

## 条件等色の源
条件等色は、特にニュートラルに近い色 (灰色または白っぽい色) や暗い色では非常に一般的である。色が明るく、彩度が高くなるにつれて、条件等色が成立する範囲は狭くなる。
2つの光源の間で行われる条件等色は、測色の3色性の基礎となる。写真、テレビ、印刷、デジタル画像など、市販されているほぼすべてのカラー画像の色再現は、条件等色に基づいている。
反射材料を使用して条件等色を行うのは、より複雑である。表面の色の外観は、材料のスペクトル反射率曲線と、材料に照射される光源のスペクトル放射率曲線の積によって定義される。その結果、表面の色は、表面を照らすために使用される光源に依存する。

## 条件等色の不成立
光源の変化などの条件のわずかな変化によって条件等色は簡単に成立しなくなる。条件等色という言葉は、むしろ条件等色の不成立を説明する際に使用されることが多い。
2つの条件等色の刺激のスペクトル構成の違いは、条件等色度（英: degree of metamerism）と呼ばれる。色を形成するスペクトル要素の変化に対する条件等色の感度は、条件等色度によって異なる。条件等色度が高い2つの刺激は、光源、材料構成、観察者、視野などの変化に対して非常に敏感である可能性がある。

### 照明光メタメリズム
照明光メタメリズム（英: illuminant metamerism）は、2つの材料サンプルがある光源の下では等色するが、別の光源の下では等色しない状況を説明するために使用される。ほとんどの種類の蛍光灯は、不規則またはピークのあるスペクトル放射曲線を生成するため、2つの材料が、ほぼ平坦または滑らかな放射曲線を持つ白熱の「白色」光源と条件等色する場合でも、蛍光灯の下では一致しない可能性がある。ある光源の下で条件等色する材料の色は、他の光源の下では異なって見えることがよくある。インクジェット印刷は特に影響を受けやすく、インクジェットプルーフは、色の正確さのために、色再現特性が良好な5000Kの色温度の照明源の下で見るのが最適である 。

### 幾何学的メタメリズム
通常、等色では、半透明性、光沢、表面の質感などの素材属性は考慮されない。ただし2つのサンプルを1つの角度から見たときに等色しても、別の角度から見たときに等色しないという場合、幾何学的メタメリズム（英: geometric metamerism）が成立しなくなっている。一般的な例としては、真珠光沢のある自動車仕上げや「メタリック」紙 (Kodak Endura Metallic、Fujicolor Crystal Archive Digital Pearl など) に現れる色の変化が挙げられる。

### 観察者メタメリズム
観察者メタメリズム（英: observer metamerism）は、観察者間の色覚の違いによって成立しなくなる。これは、色覚異常の観察者のみならず正常色覚の観察者の間でも発生する。LMS錐体の割合、各種錐体の感度、および目の水晶体と黄斑色素の黄変の程度が、人によって異なるためである。その結果、分光強度分布の異なる2つの光または表面は、ある観察者にとっては等色するが、別の観察者から見たときには等色しないことになる。

### 視野メタメリズム
視野メタメリズム（英: field-size metamerism）は、網膜の3種類の錐体の相対的な比率が視野の中心から周辺まで変化するため成立しなくなる。そのため、非常に小さな中心固定領域として見たときに等色する色が、大きな色領域として提示されたときには異なって見える場合がある。多くの産業用途では、大視野での等色を使用して色許容範囲を定義している。

### 装置メタメリズム
装置メタメリズム（英: device metamerism）は、同じメーカーまたは異なるメーカーの比色計の一貫性の欠如により成立しなくなる。比色計は基本的に、センサーセルと光学フィルターの行列の組み合わせで構成されており、測定値に避けられないばらつきが生じる。さらに、異なるメーカーによって製造されたデバイスは、構造が異なる場合がある。

## 条件等色の測定
条件等色の最もよく知られた指標は演色評価数(CRI) で、これはCIE 1964 色空間における試験光と参照光のスペクトル反射率ベクトル間の平均ユークリッド距離の線形関数である。CRI は更新された指標 IES:TM30 に置き換えられた。これは忠実度のより正確な評価を提供し、試験光が参照光と比較して着色剤の彩度と色相をどのように変化させるかを評価する機能が追加されている。日光シミュレータ用のもう1つの指標は、条件等色指数 MI（英: metamerism index）である。これはCIELABまたはCIELUVで8つのメタメリズム (可視スペクトルに5つ、紫外線範囲に3つ) の平均色差を計算することによって導き出される。CRIとMIの顕著な違いは、色差を計算するために使用される色空間である。CRIで使用される色空間は時代遅れで、知覚的に均一ではない。
MIは、スペクトルの一部のみを考慮する場合、MIvisとMIUVに分解できる。数値結果は、5つの文字カテゴリのいずれかに丸めて解釈できる。
| Category | MI (CIELAB) | MI (CIELUV) |
| -------- | ----------- | ----------- |
| A        | < 0.25      | < 0.32      |
| B        | 0.25–0.5    | 0.32–0.65   |
| C        | 0.5–1.0     | 0.65–1.3    |
| D        | 1.0–2.0     | 1.3–2.6     |
| E        | > 2.0       | > 2.6       |

## 条件等色と産業
分光強度分布の一致ではなく、条件等色する材料を使用することは、色の一致または色の許容範囲が重要な業界では重要である。

### 自動車産業
典型的な例は自動車産業である。内装の布地、プラスチック、塗料に使用される着色剤は、白色蛍光灯の下では良好な色一致が得られるように選択されるが、異なる光源（日光やタングステン光源など）の下では等色が消えてしまうことがある。さらに、着色剤の違いにより、分光強度分布の一致はまれであり、メタメリズムが頻繁に発生する。

### 繊維産業
繊維染色産業では等色が不可欠である。この分野では照明光メタメリズム、観察者メタメリズム、視野メタメリズムの3種類の条件等色がよく見られる。現代の生活ではさまざまな照明があるため、繊維の等色を確実に行うことは困難である。大きな繊維製品の条件等色は、色を比較するときに異なる光源を使用することで解決できる。ただし、小さな繊維の条件等色は、解決がより困難である。この問題は、小さな繊維を観察するために、単一の照明源を持つ顕微鏡が必要であるために発生する。したがって、条件等色の繊維は、マクロ的にもミクロ的にも区別できない。繊維の条件等色を解決する方法は、顕微鏡と分光法を組み合わせたもので、顕微分光法と呼ばれれる。

### 塗料業界
塗料業界で行われる等色は、特定の光スペクトルの下での単なる条件等色ではなく、スペクトル色合わせを達成することを目的とすることがよくある。スペクトル色合わせは、2つの色に同じスペクトル反射特性を与え、メタメリズムの程度が低い条件等色を実現し、照明の変化や観察者の違いに対する色合わせの感度を低下させる。塗料のメタメリズムを回避する1つの方法は、複製品に元の色で使用されていたものとまったく同じ顔料とベースカラーの組成を使用することである。顔料とベースカラーの組成が不明な場合、メタメリズムは比色測定装置を使用すれば回避できる。

### 印刷業界
印刷業界もメタメリズムの影響を受ける。インクジェットプリンターは特定の光源下で色を混合するため、異なる光源下ではオリジナルとコピーの外観が変わる。印刷におけるメタメリズムを最小限に抑える方法の1つは、まず色測定装置を使用してオブジェクトまたは複製のスペクトル反射率を測定することである。次に、色反射率係数に対応するインク組成のセットを選択し、インクジェットプリンターに使用する。このプロセスは、オリジナルと複製が許容できる程度のメタメリズムを示すまで繰り返される。ただし、色域の制限または色彩特性のいずれかにより、利用可能な材料では不可能であるという結論に達することもある。